# Salud en Bulgaria

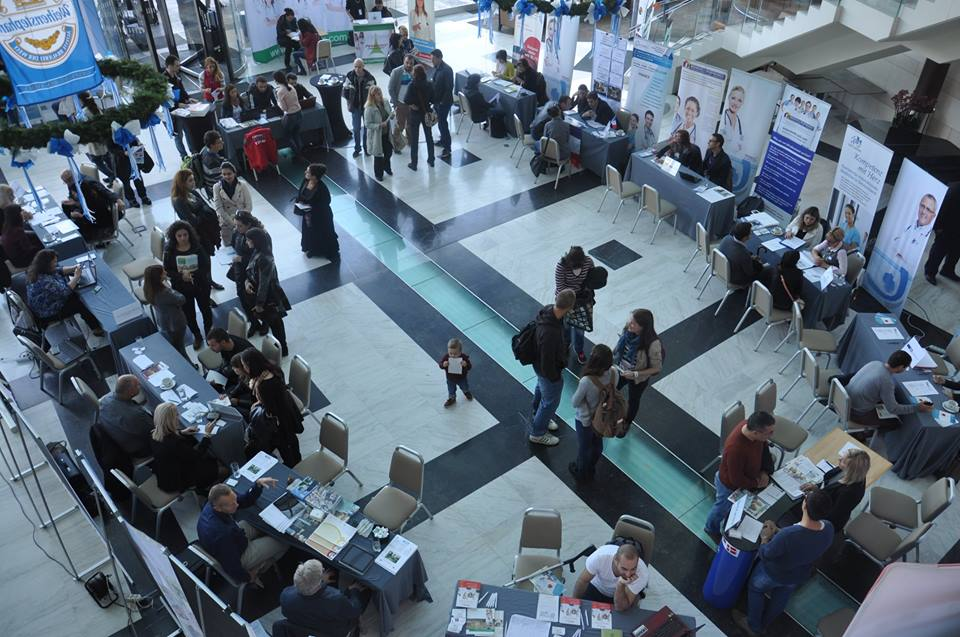
Personal médico busca ofertas de trabajo en el extranjero en la Feria de Empleo de Sofía

La salud en Bulgaria tuvo un cambio drástico en su historia reciente, entre el período socialista (1944-1990) y el capitalista (1990-actualidad).

## Historias

### Socialismo
La salubridad en Bulgaria mejoró notablemente en el período socialista que siguió a la Segunda Guerra Mundial, durante la República Popular.
Entre 1944 y 1958, el presupuesto de salud y seguros sociales se elevó de 386 a 2672 millones de levs. En el mismo período, la cantidad de médicos creció de 3516 a 11000, la de dentistas de 824 a 2171, la de farmacéuticos de 695 a 1366, la de camas en hospitales y sanatorios de 12085 a 47852 y el desarrollo de la industria se multiplicó por seis. Durante el Segundo Plan Quinquenal (1953-1957) fueron construidos 38 nuevos hospitales. Fue creada también una amplia red para la prevención de enfermedades y el cuidado de la salud de los trabajadores, así como fue ampliada la cobertura de salud a las áreas rurales. El avance de la profilaxis permitió que el número de casos de malaria registrados descendiera de 64965 en 1944 a 59 en 1958. Asimismo, se buscó mejorar la higiene urbana con los nuevos diseños de las casas construidos por el gobierno a través del Instituto de Urbanización y Arquitectura.
Hacia 1951, toda la población de Bulgaria tenía asistencia médica estatal gratuita. El órgano central estatal de salud era el Ministerio de Salud Pública y Asistencia Social. La estructura organizativa de la salubridad seguía el criterio de la división administrativa del país.
Fueron creados numerosos institutos: de Protección a la Madre y al Niño; de Higiene Escolar y Educación Física; de Cirugía Estética y Prótesis; Antituberculoso; de Lucha contra el Cáncer; de Enfermedades Cutáneas y Venéreas; de Odontología; de Epidemiología y Microbiología; de Higiene; de Higiene del Trabajo y Enfermedades Profesionales; de Hematología y Donación de Sangre; Farmacéutico; Psiconeurológico; del Estudio de los Lugares de Descanso, Balnearios y Fisioterapia; de Medicina Experimental; de Biología; de Morfología; de Control Bacteriológico. Todos estos institutos estaban dirigidos por el Consejo Médico Científico del Ministerio de Salud y por la Academia Búlgara de Ciencias. La Facultad de Medicina de la Universidad de Sofía fue ampliada y se crearon las facultades de Odontología y Farmacia.

### Capitalismo
Después del final del socialismo, el sistema de salud empeoró debido a la disminución del presupuesto destinado a la salud pública. Para recibir una mejor atención, los ciudadanos comenzaron a usar mayoritariamente seguros de salud privados. En 2000, se creó el Seguro Nacional de Salud (SNS), que paga parte de los costes de salud de los trabajadores. Tanto el sistema de salud como el farmacéutico fueron descentralizados.
Entre 2002 y 2003, el número de camas de hospital se redujo en un 56 %, a 24 300, y en los siguientes años continuó haciéndolo, aunque en menor medida. Entre 2002 y 2004, los gastos de atención de salud en el presupuesto nacional aumentaron de 3,8 % a 4,3 %, usando el SNS el 60 % del mismo.
En la década de 1990, la calidad de la investigación y formación médica disminuyó debido a la escasa financiación. En 2000, Bulgaria tenía 3,4 médicos, 3,9 enfermeros, 0,5 parteras por cada 1000 habitantes.
En la década de 2000, las principales causas naturales de muerte fueron las enfermedades cardiovasculares, el cáncer y las enfermedades respiratorias. Bulgaria ha tenido una tasa muy baja incidencia de virus de la inmunodeficiencia humana (VIH). Aunque en 2003 la tasa estimada de incidencia fue de menos del 0,1 % de la población, en la década de 2000 el número de casos reportados ha aumentado anualmente. En el año 2005 unos 86 nuevos casos fueron reportados, lo que el total oficial a cerca de 600, y 58 nuevos casos fueron reportados en el primer semestre de 2006. En 2010, había 1160 personas VIH-positivas.